# Ashoverita
L'ashoverita és un mineral de la classe dels òxids, que rep el seu nom de la localitat d'Ashover (Derbyshire, Anglaterra), on va ser descoberta l'any 1988.

## Característiques
L'ashoverita és un hidròxid de zinc de fórmula química Zn(OH)₂. Cristal·litza en el sistema tetragonal formant làmines quadrades d'uns 0,5 mil·límetres, marcadament aprimades cap a les vores. És un mineral trimorf amb la sweetita i la wulfingita.
Segons la classificació de Nickel-Strunz, l'ashoverita pertany a «04.FA: Hidròxids amb OH, sense H₂O; tetraedres que comparetixen vèrtex» juntament amb els següents minerals: behoïta, clinobehoïta, sweetita i wulfingita.

## Formació i jaciments
L'ashoverita es troba en filons d'oxidació a les roques calcàries. Sol trobar-se associada a altres minerals com sweetita, wulfingita o fluorita. La seva localitat tipus es troba a la pedrera Milltown, a Milltown (Ashover, Derbyshire, Anglaterra). També se n'ha trobat a Alemanya, Itàlia, Namíbia i Rússia.